# Hans Adolf von Spitznas
Hans Adolf von Spi(t)znas (* 1699 auf Hohenölsen; † 22. März 1758 zu Saaz) war ein württembergischer Generalleutnant.

## Leben

### Herkunft
Hans Adolf war ein Sohn des sachsen-weimarischen Kammerjunkers Rudolf Heinrich von Spitznas († 1725) und dessen zweiter Ehefrau Anna Sibylle, geborene von Ebeleben.

### Militärkarriere
Spitznas trat jung in württembergische Militärdienste und avancierte bis 1733 zum Hauptmann beim Leibregiment. 1736 war er beim Infanterieregiment „Landprinz“ und 1737 als Oberstleutnant beim Infanterieregiment „von Remchingen“. Er wurde am 29. Oktober 1742 Generaladjutant, erhielt den Charakter Oberst und am 1. Mai 1744 das Patent zu seinem Dienstgrad beim Leibregiment. Spitznas wurde am 3. November 1747 mit dem Ritterkreuz des Jagd-Ordens ausgezeichnet und am 20. Mai 1748 zum Generalmajor befördert.
Am 14. Februar 1752 schlossen der französische König Ludwig XIV. und der Herzog Carl Eugen einen Geheimvertrag, der Württemberg verpflichtete 6000 Mann gegen Geld zur Verfügung zu stellen. Daher wurde aus dem Infanterieregiment „Prinz Louis“ ein Bataillon herausgenommen und im November 1752 zu einem aus zwei Bataillonen bestehenden neuen Regiment formiert.
So bekam Spitznas am 15. Dezember 1752 ein eigenes Regiment zu Fuß und wurde am 11. Februar 1754 Generalleutnant. Im Jahr 1757 brach der Siebenjährige Krieg aus. Württemberg musste nun liefern. Die versprochenen Truppen wurden als Hilfstruppen für die Österreicher benötigt. Die Truppen gab es aber nur auf dem Papier und das Geld war ausgegeben. So wurden in aller Eile Material, Uniformen und Person organisiert, letztere oft durch Zwang. 
Spitznas kommandierte an Stelle des Herzogs Karl Eugen die nach Böhmen gesandten Truppen. Er nahm am 22. November am Angriff auf Krittern und Kleinburg sowie am 5. Dezember an der Schlacht bei Leuthen teil. Von 4877 Mann meldeten sich noch 2924 nach der Schlacht. Spitznas verstarb auf dem Rückzug am 22. März 1758 in Saaz im Winterquartier.

### Familie
Er heiratete am 29. Januar 1732 Christiane Charlotte Friederike Freiin von Pöllnitz (1713–1749) aus dem Hause Renthendorf. Das Paar hatte vier Söhne und vier Töchter, darunter:
- Ludwig Karl Alexander (* 1732), Oberstleutnant
- Karl Eugen Adolf (* 1737), Oberstleutnant und bis 1765 Generaladjutant
- Karoline Auguste (* 1733) ⚭ 10. September 1750 Georg Wilhelm Freiherr von Oberlaender (* 1722), bayreuther Kammer- und Regierungsrat[3]
- Friederike Wilhelmine (1748–1819), Schriftstellerin[4][5] ⚭ 22. Januar 1767 Traugott Albrecht Freiherr von Reitzenstein (1737–1809), hannoverischer Oberst